# Jean Louis Diouf
Pour les articles homonymes, voir Diouf.
Jean Louis Diouf, né le 6 juillet 1996 à Dakar (Sénégal), est un footballeur sénégalais qui joue au poste de meneur de jeu au TP Mazembe.

## Biographie
Jean Louis Diouf est un footballeur international sénégalais né le 6 juillet 1996 à Dakar qui évolue au poste de milieu de terrain. 
Jean Louis Diouf a commencé sa carrière de footballeur dans le club de ETICS de Mboro avant de rejoindre la Génération Foot en 2017. Il signe son premier contrat à l'extérieur avec le club de Mosta FC en octobre 2019 avant de faire un retour au bercail en janvier 2020 à Génération Foot. Jean Louis Diouf décide de rejoindre la République Démocratique du Congo en s'engageant avec le cador TP Mazembe en juillet 2023.

## Palmarès

### En club
Génération Foot
- Championnat du Sénégal (2)
  - Champion : 2019 et et 2023
- Coupe du Sénégal (1) :
  - Vainqueur : 2018.

### Distinctions individuelles
- Meilleur buteur de la Ligue 1 2021